# Augustynów (powiat sieradzki)
Augustynów – wieś w Polsce położona w województwie łódzkim, w powiecie sieradzkim, w gminie Warta.
W latach 1975–1998 miejscowość należała administracyjnie do województwa sieradzkiego.